# Sunuker
Die Sunuker oder Sunuci sind ein westgermanischer Stamm mit stark keltisierter Führungsschicht, dessen Siedlungsgebiet im 1. und 2. Jahrhundert im heutigen Rheinland zwischen Aachen und Jülich lag. Ihre Stammesgöttin ist Sunuxal.
Da sich fast alle Inschriften ihrer Stammensgöttin im Gebiet der Ubier befinden, wird vermutet, dass die Ubier die Nachfolger der Sunuker oder dass die Sunuker ein abgespaltener Stamm der Ubier sind.
Der römische Offizier Plinius der Ältere erwähnt in seiner "Naturalis historia" die Sunuker als Verbündete der Tungrer im Belgerland. Im Geschichtswerk Tacitus’ kommen sie kurz bei der Schilderung des Bataveraufstands 69 und 70 n. Chr. vor. Die letzte Erwähnung stammt aus der Zeit Kaiser Hadrians (117–138) als Kohorte unter dem Oberbefehl des Cantifanus, Sohn des Albanus: Coh. I. Sun(u)cor - ex pedite C(a)ntifani, Albani (filii), (Su)nuco.

## Name
Die Herkunft des Namens ist unsicher; vermutet wird
- indogermanisch *su- (= Schwein; vgl. Lateinisch sus Schwein, suinus des Schweins) und
- indogermanisch *seu- (= gebären; vgl. Gotisch sunus Sohn).

Die erste Möglichkeit unterstreicht die hohe Wertschätzung und sogar Heiligkeit des Schweins bei den Kelten und Germanen.
Die zweite Möglichkeit wird so gedeutet, dass die Sunuker sich aufgrund einer Überbevölkerung als neue Jungmannschaft vom alten Stamm abspaltete.

## Gottheiten
Die Stammesgöttin der Sunuker war Sunuxal